# Німа-Мілешелулуй
Німа-Мілешелулуй (рум. Nima Milășelului) — село у повіті Муреш в Румунії. Входить до складу комуни Креєшть.
Село розташоване на відстані 285 км на північний захід від Бухареста, 22 км на північний захід від Тиргу-Муреша, 64 км на схід від Клуж-Напоки, 149 км на північний захід від Брашова.

## Населення
За даними перепису населення 2002 року у селі проживали 15 осіб, усі — румуни. Усі жителі села рідною мовою назвали румунську.